# مالیکا سیرینیواسان
مالیکا سیرینیواسان (انگلیسی: Mallika Srinivasan؛ زادهٔ ۱۹۵۹ (۶۶ سال)) مدیر عامل اجرایی، و اهالی کسب‌وکار اهل هند است.
مالیکا سرینیواسان یک صنعتگر هندی است و رئیس و مدیر عامل شرکت تراکتورسازی و تجهیزات کشاورزی محدود است که در سال ۱۹۶۰ در چنای هند تأسیس شده‌است. وی همچنین رئیس هیئت انتخاب بنگاه‌های عمومی (PESB) است که توسط دولت هند تشکیل شده‌است. [۲] او علاوه بر این در شورای جهانی شورای تجارت ایالات متحده و هند (USIBC) و هیئت مدیره AGCO Corporation - ایالات متحده و Tata Steel Limited است. وی عضو هیئت اجرایی دانشکده تجارت هند، حیدرآباد، هیئت مدیره انستیتوی فناوری هند (IIT)، چنای، مؤسسه مدیریت بهاراتیداسان (BIM)، تریشی و عضو هیئت حاکمه کالج استلا ماریس، چنای.
وی همچنین برندهٔ جوایزی همچون ۱۰۰ زن بی‌بی‌سی شده‌است.